# John Cary
John Cary (1649 – 1720) è stato un mercante, scrittore ed economista inglese.

## Biografia
John Cary, mercante e scrittore di commercio, era figlio di Thomas Cary, parroco di St. Philip e St. Jacob, Bristol.
Come era usanza dei membri della classe mercantile di Bristol, entrò in apprendistato prima di diventare mercante e uomo libero della città nel 1672. Capitanò navi per l’Atlantico, i Caraibi, e il Mediterraneo, commerciando materie prime e beni manifatturieri. In un’occasione è sfuggito di poco a ripercussioni legali per non aver corrisposto l’ammontare programmato di zucchero nelle Barbados. Padre di numerosi figli, fu anche un attivo Anglicano, servendo come guardiano di chiesa per le parrocchie di Bristol. Questa persuasione religiosa lo coinvolse in movimenti pastorali; la sua avversione al Cattolicesimo fu la manifestazione religiosa di una comune repulsione al “Potere Arbitrario”. Il paragrafo d’apertura della sua opera principale (Storia del commercio della Gran Brettagna), sottolineò l’importanza di un commercio prosperoso per difendere la sicurezza della religione, libertà e proprietà, e il suo ultimo importante lavoro fu un attacco singolare contro tutti gli abusi assolutistici di potere. Cary fu personalmente coinvolto nella politica della riforma economica e sociale diventando anche un membro fondatore del Whigoriented Society per la “riforma dei comportamenti” di Bristol, una delle associazioni che erano dedicate alla riforma morale che si sviluppò in Inghilterra nel periodo successivo alle rivoluzioni del 1688-89. Fu direttore della compagnia presso la “Merchant Venturers’ Company” a Bristol nel 1683-4. Nel gennaio del 1687-8 quando il sindaco e il consiglio furono rimossi a causa della loro opposizione all’abolizione delle leggi penali, ebbe un incarico nel nuovo consiglio. Fu rimosso dal ruolo nell’ottobre del 1688. È stato candidato parlamentare per Bristol nel 1698. Dedicò la sua carriera all’espansione economica dell’impero inglese tramite la conquista e il commercio. Un saggio sul commercio, pubblicato nel 1695, ha attratto l’attenzione di molti e lo ha avvicinato, in particolare, a Locke. Quest’ultimo, al riguardo, gli scrisse: “è il miglior trattato sull’argomento che io abbia mai letto”. Un altro corrispondente scrisse: “è scritto per uno scopo così disinteressato che nessuno può dire in che ambiti risieda il tuo commercio”. Cary fu chiaramente stimato dai suoi cittadini come uomo di buon giudizio pratico, dal momento che agì come arbitro in dispute commerciali; in particolare, il confronto di Cary col parlamentare e scienziato irlandese William Molyneux riguardo al diritto dell’Irlanda di produrre la propria lana gli fece guadagnare una buona reputazione al punto tale che fu invitato dal parlamento inglese a diventare supervisore delle confische di Williamite in Irlanda. Successivamente venne scelto dal comitato del commercio di Bristol come loro rappresentante a Londra per avvisare i membri della città in materia afferente al commercio di Bristol. Nel 1700 fu nominato come uno dei fiduciari per la vendita di eredità perdute in Irlanda. Nel 1704, conosciuto per aver prestato molta attenzione per l’argomento, fu invitato dal Ministero ad argomentare ai suoi esponenti le sue opinioni sulla questione di esortare i produttori di biancheria di Irlanda. Gli ultimi riferimenti si hanno circa due cause di tribunali in Irlanda, nelle quali, in appello alla Camera dei Lord non ebbe successo.
In entrambi i casi fu accusato per il mancato pagamento di costi, e imprigionato per alcuni giorni nel 1717, sebbene sembrasse aver evitato una simile ordinanza nel 1719. Morì poco dopo.
È possibile, sostenne, per i cittadini crescere poveri, mentre per i mercanti accrescere la loro ricchezza; affrontò argomenti come la povertà, il vagabondaggio e come gli apparati produttivi inglesi dovessero mobilizzare al meglio gli elementi inattivi della loro forza lavoro. Pertanto è importante secondo l’autore scoprire quali commerci possano essere redditizi per la nazione e dovrebbero essere incoraggiati, e quali no. Lui fu ridicolizzato per aver posto una tale questione, ma a quasi tutti i suoi contemporanei è sembrata essere molto ragionevole. La politica che voleva perseguire era di proteggere le manifatture della nazione e per questo motivo sostenne sempre una politica nazionale protezionistica in riferimento a tale campo. Cary non era quindi favorevole circa l’importazione di prodotti manifatturieri, ma tuttavia incoraggiava quella delle materie prime, liberandole da dazi e altro. Per la stessa ragione propose che le leggi contro l’esportazione di lana dovessero essere rafforzate, e le fabbriche manifatturiere di lana Irlandesi controllate. Il commercio irlandese, ha detto in una lettera del 1965, minaccia di sopraffare il nostro. “Le terre in Irlanda progrediranno per 20 anni di acquisto, e le terre di Inghilterra regrediranno di 12. Tra le sue altre proposte c’era un piano per dare lavoro ai poveri, che con i suoi sforzi fu messo in opera con un atto del 1697 a Bristol. In uno dei suoi opuscoli, Cary descrisse il successo dell’esperimento, e l’esempio di Bristol fu seguito da altre città. Una crescente opinione nel sistema portò al passaggio di un atto generale nel 1723, che permise a diverse parrocchie di unirsi con lo scopo di formare una comune casa-lavoro. Nonostante un’idea simile fosse stata già suggerita da Hale ed altri autori su queste tematiche, Cary è stato giustamente accreditato per il fatto di aver mostrato come poteva essere eseguito questo progetto.

## Opere principali
- An essay on the state of England in relation to its trade, its poor, and its taxes, for carrying on the present war against France, 1695
- A vindication of the Parliament of England: in answer to a book, written by William Molyneux of Dublin, Esq. intituled, the case of Irelands being bound by acts of Parliament in England, stated, 1698
- A discourse concerning the East-India trade: shewing it to be unprofitable to the kingdom of England: being taken out of a essay on trade, 1696
- A discourse concerning the trade of Ireland and Scotland, as they stand in competition with the trade of England: being taken out of an essay on trade, 1695
- An essay on the coyn and credit of England as they stand with respect to its trade, 1696
- A discourse on trade, and other matters relative to it, 1744
- An account of the proceedings of the Corporation of Bristol in execution of the act of Parliament for the better employing and maintaining the poor of that city, 1700
- An answer to Mr. Molyneux his Case of Ireland's being bound by acts of Parliament in England, stated, and his dangerous notion of Ireland's being under no subordination to the parliamentary authority of England refuted, by reasoning from his own arguments and authorities, 1698
- An essay towards the setlement of a national credit in the kingdom of England: humbly presented to the two honourable Houses of Parliament, 1696
- A proposal offered to the committee of the honourable House of Commons: appointed to consider of ways for the better providing for the poor and setting them on work, and now under their consideration, 1698

### Traduzioni
Storia del commercio della Gran Brettagna (tradotto da Pietro Genovesi e con introduzione di Antonio Genovesi), Napoli, Benedetto Gessari, 1757.